# 佐久間貞一

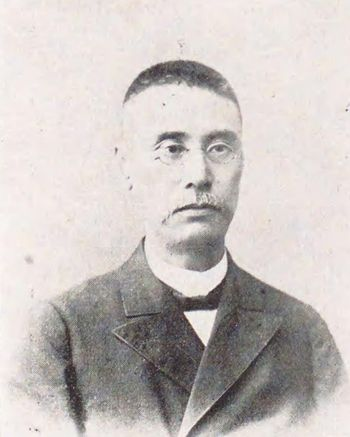
佐久間貞一

佐久間 貞一（さくま ていいち、弘化3年5月15日（1846年6月8日） - 1898年（明治31年）11月6日）は、江戸時代末期の幕臣、明治時代の実業家。秀英舎（現在の大日本印刷）の創業者。幼名は千三郎。

## 経歴
弘化3年（1846年）5月15日（嘉永元年（1848年）とする説もある）、500石の旗本・佐久間甚右衛門の長男・千三郎として小伝馬町で生まれるも、誕生まもなく父没。小橋橘陰、保田久成、安井息軒に学ぶ。

### 洋式歩兵に
小栗上野介が文久年間（1861-1864年）に歩兵を洋式に改革した撒兵（さっぺい）の列に加えられ大久保大隊の第6小隊に編入された。将軍徳川慶喜が京都に上り二条城に在るときはこの大隊が守護の任にあたり、江戸に戻ってからは江戸城明け渡しまで守護の任務を全うした。
戊辰戦争期においては彰義隊鼓笛隊に加盟していたが、隊から選抜されて徳川慶喜の蟄居先の水戸行きに随行している間に上野戦争が勃発し、本隊が壊滅する。奥羽越列藩同盟と合流すべく美賀保丸に乗船したが暴風の為に静岡へ流され、実戦には加わらなかった。

### 財界に転身
明治朝においては財界に転身し、明治4年、肥後天草の住民数十名を北海道浦川に移住させて椎茸製造にあたり、函館で物産業、旅館業で大金を得る。明治7年のニール号遭難事故では潜水業者「天草裸潜」代表の富川誠一の引き揚げ作業に協力するなどしたのち大教院で働き、宗教関係者と知り合う。
明治9年（1876年）、宏仏海（曹洞宗僧侶）、大内青巒、保田久成（佐久間の義兄）らとの共同出資で秀英舎（大日本印刷の前身）を創業する。命名は勝海舟による。中村敬宇の西国立志編再販や沼間守一の東京横浜毎日新聞受注により軌道に乗り、明治13年には株式会社化した。
その他、東京板紙会社、大日本図書、日本吉佐移民会社（日本郵船社長吉川泰次郎と1891年に設立した民間初の移民会社で、主に南洋への鉱山・砂糖労働者の契約移民送出を業務とした）、国民貯蓄銀行などの経営に携わったり、牛込区議会議員、東京市会議員、商工会議所議員など、政財界の要職を歴任するなどした。

### 労働組合の結成、工場法の制定を主張
明治30年（1897年）には労働組合期成会評議員となり、労働組合の結成や工場法の制定を主張し、「日本のロバート・オウエン」とも称された。また、労働者や小作農民の生活状況を調査して『日本之下層社会』を著した横山源之助を援助し、これについて横山はこの著書のトビラに「故佐久間貞一先生ノ紀念トシテ斯ノ書ヲ捧ぐ」と特に記し、次のページに佐久間の肖像写真を掲げている。さらに例言でも謝意を表している。

### 死去
墓所は台東区西蔵院。

## 家族
- 父・佐久間甚右衛門 ‐ 幕府賄方。武蔵国葛飾郡当代島村（現・浦安市）の名主出身、江戸に出て賄方の家格を買って士分となった。貞一が生まれてまもなく死去[11]。
- 妻・てつ（1855-）‐士族・保田金三郎の長女、保田久成（1836－1904）の妹。久成は学問所教授、奥儒者、目付を務めた幕臣で、秀英舎発起人の一人。久成の三男・鋼三郎は貞一の養子となる[12][13]。
- 長男・佐久間長吉郎（1893-1984） ‐ 資産家、大日本印刷社長、大日本図書社長。岳父に神保小虎、妻の叔父に神保格。東京帝国大学法科大学経済科卒業後久原鉱業入社、1921年秀英舎支配人、小田原電気鉄道支配人、大東京鉄道社員などを経て、1931年秀英舎常務取締役、1935年大日本印刷同役、1943年同社取締役社長、1955年同社会長、その他、山梨パルプ、神崎製紙、中央社、中央通運などの役員を務めた[14][15]。
  - 長吉郎長男・佐久間正一（1919-没年不明） ‐ 銀一商事（王子製紙関連会社）社長。九州大学卒業後、銀行員を経て紀伊国屋書店常務取締役、大橋達雄死去にともない銀一社長就任。[16]
  - 長吉郎二男・佐久間鉄次(1921-1945) ‐ 陸軍中尉。南京戦にて戦死。[17]
  - 長吉郎三男・佐久間裕三（1923-2004） ‐ 大日本図書社長。東京大学医学部中退、学習院大学法学部卒。[17]
- 養子・佐久間鋼三郞 (1872-没年不明)  ‐ 保田久成の三男。東洋移民会社（元・日本吉佐移民会社）社長・東京板紙役員・秀英舎役員。岳父に和田維四郎。[13]
  - 鋼三郎長男・貞男 (1905-没年不明) ‐ 資産家。東京帝国大学経済学部卒。[18][19]
  - 鋼三郎娘・久子（1907-没年不明） ‐ 松方正雄の長男・義雄（大同生命保険役員）の妻。[18]